# Валенсія (футбольний клуб)
«Вале́нсія» (ісп. Valencia Club de Fútbol) — іспанський футбольний клуб з Валенсії. Заснований 18 березня 1919 року. Один з найвідоміших і найсильніших клубів Іспанії.

## Історія

### Ранні роки
Якщо порівнювати розвиток футболу у Валенсії, порівняно з Барселоною чи Мадридом, то можно побачити, що сучасний вигляд гри та команди в цілому тут устаткувалася набагато пізніше.
Так офіційною датою заснування клубу вважається 18 березня 1919 р. Засновниками того колективу були 2 ентузіаста -- Октавіо Діас та Гонсало Медіне. Перші роки свого існування, Валенсія сприймалися глядачами в якості провінційної команди, що здатна конкурувати лише в регіональних чемпіонатах.
У 1920 р. команда дебютувала в чемпіонаті Леванту, де посіла 2-ге місце після «Іспанії». У травні 1923 р. «Валенсія» переїхала на новий стадіон — «Месталью», на якому грає і донині (до цього команда проводила домашні матчі на арені «Альхірос»). У тому ж році левантійці виграли регіональний чемпіонат, здобувши право грати в Кубку Іспанії (ісп. Copa del Rey). Тим не менш перший виступ вийшов невдалим: після перемоги 1:0 вдома, кажани програли хіхонському «Спортінгу» на виїзді 1:6 і 0:2 у третьому матчі на нейтральному полі в Ов'єдо (за правилами тих часів різниця м'ячів не мала значення і у випадку перемог двох різних команд відбувалося перегравання).
В сезоні 1931-32 «Валенсія» дебютувала у вищому іспанському дивізіоні, завершивши сезон на 8 місці. Наступні 4 сезони перед початком Громадянської війни команда також провела в елітному дивізіоні, фінішуючи в середині турнірної таблиці.

### Перші успіхи
Сезон 1939—1940, перший після поновлення регулярного чемпіонату, «Валенсія» завершила на звичному восьмому місці, як і останній довоєнний сезон 1935—1936. Саме у цей час лідером левантійців став легендарний нападник Мундо. І вже наступного року команда під керівництвом Рамона Діаса зробила ривок вгору, посівши високе третє місце і вигравши перший трофей в історії — Кубок Іспанії (який тоді мав назву Кубок Генералисимуса). У фіналі завдяки дублю Мундо і голу Вісенте Асенсі «Валенсія» здолала барселонський «Еспаньйол» 3:1. А ще за рік команда перевершила це досягнення, ставши чемпіоном Іспанії сезону 1941—1942. При цьому Мундо став найкращим бомбардиром, забивши 27 голів у 25 матчах, а вся команда разом забила 85 голів у 26 матчах. Незважаючи на провал наступного року, вже під керівництвом Едуардо Кубеллса «Валенсія» вдруге завоювала чемпіонський титул у сезоні 1943—1944, а Мундо знову став найкращим бомбардиром (28 голів). У сезоні 1946—1947 Луїс Касас Пасарін привів клуб до третього титулу за останні роки. Крім того, як діючий чемпіон, «Валенсія» отримала права зіграти у дебютному розіграші Кубка Еви Дуарте (попередника Суперкубка Іспанії), але поступилася мадридському «Реалу» 3:1. Під керівництвом наступного тренера Хакінто Кінкосеса команда п'ять разів за шість сезонів фінішувала у топ-3 і виграла 2 Кубка Іспанії. У 1949 році «Валенсія» вперше здобула перемогу в Кубку Дуарте, перегравши «Барселону» 7:4. 29 листопада 1953 року «Валенсія» здобула найбільшу перемогу в своїй історії — 8:0 над хіхонським «Спортінгом».

### Середина століття (1954—1960)
Після того, як у 1954 році команду залишив Кінкосес, результаті левантійців погіршилися. Наступні сім років ознаменувалися тим, що клубу не вдалося завоювати жодного трофею. У 1953—1956 рр. за клуб грав перший легіонер в історії — голландець Фас Вілкес. Також у 1950-х роках було проведено реконструкцію «Месталії», внаслідок чого її місткість збільшилася до 45500 місць. У сезоні 1957—1958 гравець команди Рікардо Алос поділив титул найкращого бомбардира чемпіонату Іспанії з Мануелем Бенедесом і Альфредо ді Стефано. Найкращим гравцем цього періоду вважається півзахисник Антоніо Пучадес. У сезоні 1955—1956 клуб фінішував на одинадцятому місці, найнижчому з часів дебюту у вищому дивізіоні. Після низки незадовільних результатів з клубу пішов президент Луїс Казанова, з ім'ям якого пов'язані колишні успіхи команди.

### Нові трофеї (1960—1981)
У 1960 році посаду головного тренера обійняв Домінго Балманья. Незважаючи на те, що за період його керівництва, результати «Валенсії» на внутрішній арені не змінилися взагалі, саме цьому тренеру вдалося привести команду до першого міжнародного титулу — перемоги у Кубку Ярмарків в сезоні 1961—1962. У фіналі «Валенсія» впевнено розгромила інший іспанський клуб — «Барселону» із загальним рахунком 7:3 (6:2 і 1:1). Під керівництвом аргентинця Алехандро Скопеллі левантійці зуміли повторити це досягнення наступного року. У фіналі Кубку Ярмарків сезону 1962—1963 «Валенсія» розібралася з югославським «Динамо» Загреб 4:1 (2:1 і 2:0), ставши другим клубом, кому вдалося захистити цей титул. В 1963 році Скопеллі перебрався до «Еспаньйола», а його місце посів Бернардіно Перес, який привів левантійців вже до третього поспіль фіналу Кубку, де вони поступилися «Реалу Сарагосі». Вже за рік Переса змінив колишній гравець команди Мундо. Під його керівництвом 2 липня 1967 «Валенсія» здобула перемогу над «Атлетіком» з Більбао 2:1 у фіналі Кубку Іспанії, вчетверте в своїй історії завоювавши цей трофей. У тому ж сезоні бразильський нападник команди Валдо Машадо із 35-ма голами став найкращим бомбардиром чемпіонату.
В 1970 році «Валенсію» очолив колишній легендарний нападник Альфредо ді Стефано. Він сходу привів Лос Чес до чемпіонського титулу, першого за більш ніж двадцять років. Також за результатами сезону «Валенсія» отримала право вперше представляти Іспанію в розіграші Кубку європейських чемпіонів. Там левантійці переграли люксембурзький «Уніон» і хорватський «Хайдук», але поступилися у другому раунді угорському «Уйпешту». У чемпіонаті «Валенсія» посіла друге місце, лише на 2 бали відставши від мадридського «Реала». Після цього, попри наявність у команді відомих гравців на кшталт аргентинця Маріо Кемпеса, угорця Курта Яри, голландця Джонні Репа, іспанців Хосе Кларамунта і Рубена Вальдеса, команда далі так і не змогла піднятися вище четвертого місця, посівши в сезоні 1974—1975 аж дванадцяте. Тим не менш, Кемпес двічі поспіль (1976—1977, 1977—1978) ставав найкращим бомбардиром ліги. В 1979 році «Валенсія» завдяки дублю Кемпеса виграла черговий Кубок Іспанії, здолавши у фіналі мадридський «Реал» 2:0. Цей результат дозволив взяти участь у розіграші Кубка володарів кубків в сезоні 1980—1981, вдруге в історії клуба, де левантійці знову на чолі з ді Стефано виступили несподівано вдало. Перегравши на своєму шляху данський B1903 (6:2), шотландський «Рейнджерс» (4:2), «Барселону» (5:3) і французький «Нант» (5:2), «Валенсія» зустрілася у фіналі з лондонським «Арсеналом». Основний і додатковий час завершилися нульовою нічиєю, а в серії пенальті попри помилку Кемпеса, Лос Чес здобули перемогу 5:4. Після цього успіху «Валенсія» вже без Альфредо (його змінив Бернардіно Перес) здобула ще й Суперкубок УЄФА, перегравши за правилом виїзного голу англійський «Ноттінгем Форест» і ставши першою іспанською командою в історії, якій підкорився цей трофей.

### Занепад
Посівши у сезонах 1980—1981 і 1981—1982 4-те і 5-те місця відповідно, команда двічі отримала право на участь у Кубку УЄФА, але не здобула там успіхів, двічі програвши на стадії чвертьфіналів шведському «Гетеборгу» і бельгійському «Андерлехту». У цей час різко погіршується фінансовий стан клубу, що позначається на результатах. В сезонуі 1982—1983 «Валенсія»
вперше опинилася на межі вильоту. Після тридцяти трьох турів команда перебувала на передостанньому місці, причому в останньому турі мала вдома приймати «Реал», який претендував на титул. Завдяки голу центрального захисника Мігеля Тендільо Лос Чес здобули мінімальну перемогу, у той час як прямі конкуренти — «Расінг», «Сельта» і «Лас-Пальмас» — свої матчі програли. Але навіть п'ятнадцяте місці стало найнижчим в історії для левантійців.
Влітку 1984 клуб залишив Маріо Кемпес, який перебрався до «Еркулеса». Під керівництвом свого колишнього гравця Рубена Вальдеса команда дуже невдало розпочала сезон 1985—1986. Для порятунку ситуації 29 січня 1986 року команду втретє і востаннє очолив Альфредо ді Стефано. Втім він не зміг врятувати клуб від провалу. Здобувши лише дві виїзні перемоги за рік, «Валенсія» посіла шістнадцяте місце і вперше вилетіла до Сегунди. Тим не менш ді Стефано зумів вже за рік повернути «Валенсію» до еліти, впевнено вигравши другий дивізіон. У першому сезоні після повернення до Примери «Валенсія» фінішувала чотирнадцятою.

### Відродження (1988—1997)
Незважаючи на важкі роки, у складі команди зібралося немало сильних гравців: Кіке Санчес Флорес, Сальвадор Гонсалес Марко, Еміліо Фенолл, Фернандо Гомес, згодом Любослав Пенєв. Посаду тренера обійняв уругвайський спеціаліст Віктор Еспарраго. В сезоні 1988—1989 Лос Чес фінішували третіми, а ще за рік другими, пропустивши вперед лише мадридський «Реал». Голкіпер команди Хосе Мануель Очоторена також отримав індивідуальну нагороду Трофео Самора найкращому воротарю ліги. Ці результати також дозволили «Валенсії» повернутися до Кубка УЄФА, де в сезонах 1989—1990 і 1990—1991 левантійці двічі поспіль зупинялись на стадії другого раунду змагань, здобувши перемоги над румунською Вікторією (4:2) і грецьким «Іраклісом» (2:0) та поступившсь португальському «Порту» (4:5) і італійській « Ромі» (2:3) відповідно. Після відносно невдалого сезону 1990—1991 (сьоме місце) Еспарраго залишив клуб, після чого «Валенсія» протягом наступних шести сезонів займала місця у верхній половині таблиці, одного разу ставши другою (сезон 1995—1996 під керівництвом Луїса Арагонеса). В 1992 році клуб отримав статус спортивного товариства з обмеженим членством (ісп. Sociedad Anonima Deportiva).

### Нові трофеї. Клаудіо Раньєрі
20 вересня 1997 року на посаду тренера було призначено відомого італійця Клаудіо Раньєрі, який змінив на цьому посту Хорхе Вальдано. Початок роботи італійського фахівця вийшов важким. Одразу після свого призначення Раньєрі зіпсував відносини з лідерами команди Ромаріо і Аріелем Ортегою, а на початку грудня «Валенсія» посідала передостаннє місце в таблиці, що призвело до відставки президента Франсіско Ройга. Втім далі результати поліпшилися, і до кінця сезону левантійці зуміли піднятися на дев'яте місце. Особливо варто відзначити матч 19 січня 1998 року проти «Барселони» Луї ван Гала на «Камп Ноу». До перерви каталонці відправили у ворота свої суперників три «сухих» м'ячі. Але у другому таймі голи Гільєрмо Моріджі, Клаудіо Лопес (два) і Аріеля Ортеги перевернули хід зустрічі, здобувши для «Валенсії» вольову перемогу із рахунком 3:4. Крім того, навіть дев'яте місйе дозволило отримати право на участь у новоствореному Кубку Інтертото.
Втім більш успішним став наступний сезон. Кістяк команди Раньєрі складали Франсіско Фарінос, Мирослав Джукич, Жослен Англома, Амедео Карбоні, Гаїска Мендьєта, Клаудіо Лопес і легендарний воротар Сантьяго Каньїсарес. Та команда була передусім відома своїм гострим контратакуючим стилем гри. Незважаючи на сильний склад, команда завершила чемпіонат лише на четвертому місці. Але найголовніше те, що під керівництвом Раньєрі клуб здобув перший за багато років трофей — Кубок Іспанії сезону 1998—1999. На шляху до перемоги «Валенсія» двічі перемогла у чвертьфіналі діючого чемпіона — «Барселону» (7:5 загалом), а у півфіналі знищила «Реал» на «Местальї» 6:0 (загалом 7:2). У фіналі суперником левантійців був сильний мадридський «Атлетіко», який «Валенсія» завдяки дублю Лопеса і голу Мендьєти розгромила 3:0, вшосте вигравши титул володаря кубка. В 1998 році «Валенсія» також виграла Кубок Інтертото, перегравши у фіналі зальцбурзьку «Аустрію» 4:1. Незважаючи на успіх, 30 червня 1999 року Раньєрі залишив посаду головного тренера.

### Ектор Купер
1 липня 1999 року було оголошено про призначення на посаду головного тренера аргентинця Ектора Купера, минулим клубом якого була «Мальорка». Візитною карткою «Валенсії» Купера стали швидкість, активний пресинг і висока мобільність гравців. Сезон новий тренер почав з перемоги над «Барселоною» 4:3 у Суперкубку Іспанії, одразу здобувши свій перший трофей на чолі клубу. Чемпіонат левантійці розпочали невдало, зазнавши чотири поразки поспіль, але після цього зуміли виправити становище. У підсумку, на внутрішній арені команда Купера змогла показати непоганий результат, посівши за підсумками сезону третє місце після «Депортіво» і каталонської «Барселони».
У Лізі Чемпіонів команда почала свій шлях на стадії третього кваліфікаційного раунду, де двічі із рахунком 2:0 здолала «Хапоель» з Хайфи. Після цього команда посіла перше місце в групі F, де також грали мюнхенська «Баварія», шотландський «Рейнджерс» і голландський ПСВ Ейндховен. У другому кваліфікаційному раунді «Валенсія» пропустила вперед «Манчестер Юнайтед», але пройшла далі, випередивши італійську «Фіорентіну» та французький «Бордо». В раунді плей-оф левантійці на шляху до фіналу переграли інший італійський клуб «Лаціо» (5:3) і «Барселону» (також 5:3), де зустрілися із мадридським «Реалом». Втім завдяки голам Фернандо Мор'єнтеса, Стіва МакМанамана і Рауля столичний клуб здобув впевнену перемогу 3:0, зупинивши «Валенсію» за крок до її першого трофею Ліги Чемпіонів.
Це була не перша поразка Ектора Купера у фінальних матчах, як головного тренера. Чергова невдача сприяля закріпленню за ним репутації людини, якій не щастить у вирішальні моменти.
Влітку «Валенсія» підсилила свій склад, запросивши таких гравців, як Пабло Аймар, Джон Кар'ю, Златко Захович, Роберто Айала, Вісенте і Дідьє Дешам. Натомість клуб залишили кілька важливих гравців: Клаудіо Лопес («Лаціо»), Херард Лопес («Барселона») і Франсіско Фарінос («Інтернаціонале»).
Наступного сезону левантійці посіли п'яте місце в Ла Лізі, поступившись «Барселоні», яка посіла четверте, лише за правилом особистих зустрічей.
Але у Лізі Чемпіонів «Валенсія» знову продемонструвала сильний виступ. Перегравши у кваліфікації австрійський «Тіроль» (4:1), команда потрапила до групи C з французьким «Ліоном», нідерландським «Геренвеном» і грецьким «Олімпіакосом», в якій посіла перше місце.
У другому груповому етапі Лос Чес, як і минулого року, випало зіграти проти «Манчестер Юнайтед», а також австрійського «Штурма» і грецького «Панатінаїкоса». Цього разу клуб зумів випередити англійців, вигравши свій квартет і не зазнавши жодної поразки у шести матчах.
У чвертьфіналі «Валенсія» зуміла переграти лондонський «Арсенал» під керівництвом Арсена Венгера. Після виїзної поразки 1:2, левантійці завдяки єдиному голу норвежця Джона Кар'ю здобули мінімальну перемогу 1:0 і за правилом виїзного голу отримали право продовжити виступ у турнірі. У півфіналі іспанці переграли головну сенсацію турніру — англійський «Лідс Юнайтед» — із загальним рахунком 3:0 і вдруге поспіль вийшли до фіналу Ліги Чемпіонів. Цього разу суперником Лос Чес стала мюнхенська «Баварія» під керівництвом Оттмара Хітцфельда. На початку зустрічі голкіпер «Валенсії» Каньїсарес зумів відбити пенальті у виконанні Мехмета Шолля. Основний і додатковий час матчу завершилися внічию 1:1 (гол у складі «Валенсії» забив Мендьєта), а у серії пенальті перемогу 5:4 здобули німці, вдруге поспіль залишивши «Валенсію» без титулу.
За підсумками сезону Каньїсарес отримав другий у своїй кар'єрі і перший у складі «Валенсії» приз Трофео Самора найкращому голкіперу Іспанії.
22 червня 2001 року Купер залишив клуб, очоливши італійський «Інтернаціонале».

### Рафаель Бенітес
Замість аргентинця на посаду головного тренера було запрошено іспанського фахівця Рафаеля Бенітеса. Першими підписаннями нового тренера стали Франсиско Руфете з «Малаги» і нападник Міста з колишнього клубу Бенітеса — «Тенерифе». Також з лісабонської «Бенфіки» на правах вільного агента приєднався захисник Карлос Марчена. Натомість клуб залишили кілька відомих гравців. Зокрема трансфер півзахисника Гаїски Мендьєти до італійського «Лаціо» за 48 мільйонів євро став найдорожчим в історії левантійського клубу.
Також влітку 2001 року відбулися зміни в керівництві «Валенсії». В липні колишній президент Лос Чес Педро Кортес з особистих причин залишив свій пост, після чого його змінив Хайме Орті Руїс.
Новий головний тренер поставив більш атакувальний стиль гри, ніж його попередник. Під керівництвом Бенітеса команда дуже потужно розпочала новий сезон. У першому ж турі левантійці завдяки голу Ангуло здобули вдома мінімальну перемогу над мадридським «Реалом». Перші тринадцять турів «Валенсія» пройшла без жодної поразки, щоправда з досить великою кількістю нічийних результатів. Перегравши в 24-му турі «Алавес», команда очолила турнірну таблицю Ла-Ліги. Скориставшись поразкою «Реала» в 34-му турі, «Валенсія» отримала перевагу над королівським клубом у один бал, яку до кінця чемпіонату лише збільшувала, набравши в підсумку на чотири пункти більше, ніж ла-корунський «Депортіво», який дістався фінішу другим, і вигравши титул чемпіона Іспанії. Цей титул став для Лос Чес п'ятим в історії і першим за більш ніж тридцять попередніх років. Також у сезоні 2001—2002 команда зуміла дійти до чвертьфіналу Кубку УЄФА, де поступилася міланському «Інтеру» 1:2.
На фоні цих успіхів наступний сезон 2002—2003 став помітно менш вдалим. Не отримавши достатнього підсилення, команда фінішувала в чемпіонаті лише на п'ятій сходинці. Дебют в Лізі чемпіонів для Бенітеса також вийшов невдалим. Пройшовши два групових раунди, левантійці знов поступилися у чвертьфіналі міланському «Інтеру» 2:2 за правилом виїзного голу.
Незважаючи на далеко не найкращі результати, клуб у міжсезоння не робив гучних придбань, воліючи зберегти свій склад. «Валенсія» сильно розпочала чемпіонат, втім в середині турніру збавила хід і пропустила вперед мадридський «Реал». Після 26 турів мадридці випереджали Лос Чес на вісім балів. Але на фініші саме «Валенсія» зуміла обійти всіх своїх конкурентів. Здобувши 8 перемог і 2 нічию у наступних 10 матчах, «кажани», скориставшись невдачами мадридців, змогли не просто перегнати їх, але й за два тури до кінця гарантувати собі другий чемпіонський титул за останні три роки. Навіть дві поразки в двох останніх турах жодним чином не вплинули на підсумкові позиції. Таким чином, Рафаель Бенітес став першим тренером в історії клубу, який зумів двічі привести його до перемоги в Ла-Лізі.
Тим не менш, для фанатів той сезон запам'ятався не лише внутрішніми успіхами, а й здобуттям європейського трофею — Кубку УЄФА. Розпочавши свій шлях на стадії першого раунду змагань, «Валенсія» перемогла шведський «АІК» (2:0 у сумі), ізраїльський «Маккабі» з Хайфи (4:0), турецькі «Бешікташ» (5:2) і «Генчлербірлігі» (2:1 у додатковий час), французький «Бордо» (4:2) та інший іспанський клуб — «Вільярреал» (1:0). У фіналі, що приймало шведське місто Гетеборг, суперником іспанців став французький «Олімпік» з Марселя. Голи Вісенте і Місти принесли Лос Чес перемогу із рахунком 2:0 у матчі і перший за 24 роки успіх у європейських клубних турнірах. Ця перемога також зробила Бенітеса найбільш успішним тренером «Валенсії» в її історії.
Однак вже в червні, одразу після переможного сезону, Бенітес вирішив залишити свій пост через незгоду з керівництвом клубу в трансферних питаннях, після чого перебрався до Англії, де очолив місцевий «Ліверпуль».

### 2005-2022
Після переходу Бенітеса до «Ліверпуля», клуб вдруге в своїй кар'єрі очолив Клаудіо Раньєрі. Раньєрі запросив до команди чимало своїй співвітчизників, зокрема Стефано Фіоре, Марко Ді Вайо, Бернардо Корраді та Еміліано Моретті. У першому ж своєму офіційному матчі новий тренер зумів завоювати черговий трофей — Суперкубок Європи, коли «Валенсія» на Стадіоні Луї II в Монако перемогла португальський «Порту» із рахунком 2:1. Голи на свій рахунок записали Рубен Бараха і новачок Марко Ді Вайо. «Валенсія» непогано розпочала новий сезон, і після п'яти турів очолювала турнірну таблицю. Втім вже у жовтні результати команди значно впали. Після виїзної поразки від «Расінга», Раньєрі було звільнено. На той час «кажани» займали шосту сходинку в турнірній таблиці. До кінця сезону команду тренував Антоніо Лопес. У Лізі чемпіонів левантійці не змогли подолати груповий етап, до того ж зазнавши розгромної домашньої поразки від «Інтера» 1:5. У Кубку УЄФА команда також виступила невдало, поступившись вже на стадії однієї шістнадцятої фіналу румунському «Стяуа» в серії пенальті.
Влітку новим тренером «Валенсії» став Кіке Санчес Флорес. Також в 2005 році відбувся перехід до команди майбутньої зірки — Давіда Вільї. Іспанський наставник в дебютному сезоні зумів привести клуб до високого третього місця в чемпіонаті, лише на один бал відставши від мадридського «Реала», і повернути Лос Чес до Ліги чемпіонів. Влітку 2006 року клуб здійснив свій рекордний на той момент трансфер, придбавши півзахисника «Реала Бетіс» Хоакіна за 25 мільйонів євро. В сезоні 2006-07 левантійці фінішували четвертими позаду «Реала», «Барселони» і «Севільї», але знов пробилися до Ліги чемпіонів. Попри в цілому успішний виступ команди (четверте поточне місце), керівництво клубу в жовтні 2007 року розірвало контракт із Кіке Санчесом через його незгоду з трансферною політикою.

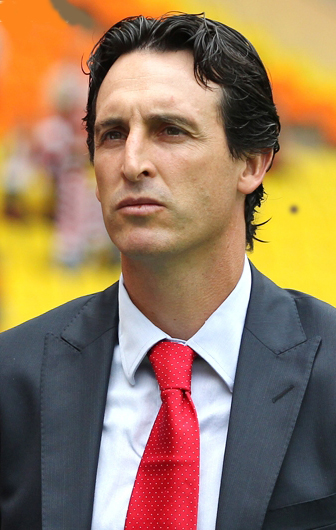
Унаї Емері тричі приводив команду до бронзових медалей

2 листопада новим тренером було призначено відомого в минулому гравця Рональда Кумана. Заміна тренера не сприяла поліпшенню результатів і гри «Валенсії». Після 32-го туру Лос Чес займали шістнадцяте місце в турнірній таблиці, лише на п'ять балів випереджаючи «Сарагосу», яка знаходилась у зоні вильоту. Незважаючи на це, 16 квітня 2008 року «Валенсія», перегравши до цього на своєму шляху мадридський «Атлетіко» і «Барселону», виграла сьомий у своїй історії Кубок Іспанії, здолавши у фіналі «Хетафе» із рахунком 3:1. Та навіть це не дозволило Куману допрацювати до кінця сезону. 21 квітня після чергової поразки (1:5 від «Атлетіка») його було звільнено. Виконувач обов'язків тренера Сальвадор Гонсалес «Воро» зумів виграти чотири з п'яти останніх матчів, що дозволило клубу фінішувати на відносно спокійному десятому місці.
22 липня 2008 року клуб очолив баск Унаї Емері. Під його керівництвом «Валенсія» у дебютному сезоні посіла шосте місце, що давало право зіграти в Кубку УЄФА. Після цього Емері ще тричі поспіль приводив команду до бронзових медалей чемпіонату Іспанії. Наприкінці 2000-х років стало відомо про незадовільний фінансовий стан клубу. В 2010 році «Валенсія» була змушена продати її лідерів — Давіда Вілью і Давіда Сільву, за переходи яких до «Барселони» і «Манчестер Сіті» відповідно було отримано майже 70 мільйонів євро. Влітку 2011 до англійського «Челсі» перебрався капітан Хуан Мата. Після чергового третього місця в сезоні 2011-12 Емері пішов до московського «Спартака».
Після Емері жоден тренер не зумів відпрацювати з «Валенсією» навіть один повний сезон. Єдиним виключенням став Нуну Ешпіріту Санту, який тренував команду півтора року з липня 2014 по листопад 2015. Найкращим результатом Лос Чес стало четверте місце в сезоні 2014—2015.
У травні 2014 року власником «Валенсії» став сингапурський бізнесмен Пітер Лім.
Влітку 2015 року левантійці здійснили рекордний трансфер в своїй історії, заплативши 30 млн євро за форварда «Бенфіки» Родріго. Сезон 2016-17 команда завершила на дванадцятому місці.

### 2022
У червні 2022 головним тренером клубу став легендарний колишній хавбек італійського "Мілана" Дженнаро Гаттузо.

### 2024
Восени стало відомо, що власник клубу. сінгапурський бізнесмен Пітер Лім та його група Meriton Holdings готові продати 91,5% акцій клубу за 350-400 млн євро.

## Досягнення
- Чемпіонат Іспанії:
  - Чемпіон (6): 1942, 1944, 1947, 1971, 2002, 2004
  - Віце-чемпіон (6): 1948, 1949, 1953, 1972, 1990, 1996
- Кубок Іспанії:
  - Володар (8): 1941, 1949, 1954, 1967, 1979, 1999, 2008, 2019
  - Фіналіст (11): 1934, 1937, 1944, 1945, 1946, 1952, 1970, 1971, 1972, 1995, 2022
- Суперкубок Іспанії: 1999
- Кубок Еви Дуарте: 1949
- Кубок ярмарків (2): 1962, 1963
- Кубок володарів кубків (1): 1980
- Кубок УЄФА (1): 2004
- Суперкубок УЄФА (2): 1980, 2004.

## Склад команди
Станом на 22 квітня 2025
| №  | Поз. | Нац.               | Гравець                                    |
| -- | ---- | ------------------ | ------------------------------------------ |
| 1  | ВР   | Іспанія            | Жауме Доменек                              |
| 2  | ЗХ   | Португалія         | Тьєррі Коррейя                             |
| 3  | ЗХ   | Іспанія            | Крістіан Москера                           |
| 4  | ЗХ   | Гвінея             | Муктар Діакабі                             |
| 5  | ПЗ   | Аргентина          | Енцо Барренечеа (в оренді з «Астон Вілла») |
| 6  | ПЗ   | Іспанія            | Уго Гільямон                               |
| 7  | ПЗ   | Іспанія            | Серхі Канос                                |
| 8  | ПЗ   | Іспанія            | Хаві Герра                                 |
| 9  | НП   | Іспанія            | Уго Дуро                                   |
| 10 | ПЗ   | Португалія         | Андре Алмейда                              |
| 11 | НП   | Іспанія            | Рафа Мір (в оренді з «Севілья»)            |
| 12 | НП   | Нігерія            | Умар Садік (в оренді з «Реал Сосьєдад»)    |
| 13 | ВР   | Північна Македонія | Столе Димитрієвський                       |

| №  | Поз. | Нац.      | Гравець                             |
| -- | ---- | --------- | ----------------------------------- |
| 14 | ЗХ   | Іспанія   | Хосе Гая                            |
| 15 | ЗХ   | Іспанія   | Сесар Таррега                       |
| 16 | НП   | Іспанія   | Дієго Лопес                         |
| 17 | ПЗ   | Іспанія   | Іван Хайме (в оренді з «Порто»)     |
| 18 | ПЗ   | Іспанія   | Пепелу                              |
| 19 | ЗХ   | Англія    | Макс Ааронс (в оренді з «Борнмута») |
| 20 | ЗХ   | Гваделупа | Дімітрі Фульк'є                     |
| 21 | ЗХ   | Іспанія   | Хесус Васкес                        |
| 22 | НП   | Іспанія   | Луїс Ріоха                          |
| 23 | ПЗ   | Іспанія   | Фран Перес                          |
| 24 | ЗХ   | Іспанія   | Ярек Гасіоровський                  |
| 25 | ВР   | Грузія    | Гіоргі Мамардашвілі                 |

## Відомі гравці
- Пабло Аймар
- Роберто Аяла
- Жослен Англома
- Франк Арнесен
- Йоахім Бйорклунд
- Гільєрмо Горостіса
- Ігнасіо Ейсагірре
- Адріан Іліє
- Сантьяго Каньїсарес
- Саліф Кейта
- Маріо Кемпес
- Хуан Карлос Кінкосес
- Патрік Клюйверт
- Клаудіо Лопес
- Гаїска Мендьєта
- Предраг Міятович
- Андрес Палоп
- Джонні Реп
- Ромаріо
- Олег Саленко
- Андоні Субісаррета
- Фернандо Морієнтес
- Давід Вілья
- Давід Сільва
- Хуан Мата
- Рубен Бараха

## Цікавий факт
Бронзова статуя вболівальника на трибунах Местальї з 2019 року увічнює Вісенте Апарісіо, який попри втрату зору понад 20 років продовжував свій щорічний абонемент, аби підтримати команду.